# Blues for Allah
Blues for Allah ist das achte Studioalbum (das dreizehnte insgesamt) der Band Grateful Dead.

## Geschichte
Das Album wurde zwischen dem 27. Februar und dem 7. Mai 1975 in dem privaten Tonstudio von Bob Weir aufgenommen, bevor es am 1. September 1975 veröffentlicht wurde. Wie auch das vorherige Album wurde es über das eigene Label Grateful Dead Records veröffentlicht.
Vor Veröffentlichung dieses Albums legte die Band eine Pause von fast zwei Jahren ein, in der keine Live-Auftritte oder andere Veröffentlichungen stattfanden. Auch nach diesem Album gab Grateful Dead nur vereinzelte Live-Auftritte im Raum von San Francisco.
Nachdem Mickey Hart zuletzt 1970 am Album American Beauty mitgewirkt und danach die Band verlassen hatte, da sein Vater und damaliger Manager der Band Gelder veruntreut hatte, kehrte er nun in die Band zurück. Dies wurde besonders vom Musikmagazin Rolling Stone begrüßt, welches dieses Album als bestes der letzten bis hin zu American Beauty bezeichneten.
Jerry Garcia bezeichnete es als das Album, bei dessen Aufnahme sie den meisten Spaß hatten, es war aber auch eines der musikalisch gewagtesten.
Erstmals auf CD erschien das Album 1995 durch das Label Arista Records, bevor 2004 eine überarbeitete Version der sieben Lieder und sechs Zusatzlieder von Rhino Records für das Boxset Beyond Description (1973-1989) auf den Markt gebracht wurde, die dann auch 2006 als einzelne CD veröffentlicht wurden.
Als Singles wurden The Music Never Stopped und Franklin's Tower jeweils mit Help On the Way auf der B-Seite veröffentlicht.
Während der Rolling Stone das Album für das beste seit American Beauty hielt, lehnte der Musikjournalist Robert Christgau es ab. Er bezeichnete es als konfus und kopflos und meinte, dass es besser zu Bands wie Yes und Strawbs passe.

## Erfolge
In den Billboard Charts erreichte das Album den Platz 12.
The Music Never Stopped erreichte in den Single-Charts den Platz 81.

## Trackliste

### 1975 LP
Seite 1
1. „Help on the Way/Slipknot!“ (Garcia, Godchaux, Hunter, Kreutzmann, Lesh) – 7:18
2. „Franklin's Tower“ (Garcia, Hunter, Kreutzmann) – 4:32
3. „King Solomon's Marbles“ (Lesh) – 5:20

'„Part I: Stronger Than Dirt“ (Hart, Kreutzmann, Lesh)
'„Part II: Milkin' The Turkey“ (Hart, Kreutzmann, Lesh)
1. „The Music Never Stopped“ (Barlow, Weir) – 4:35

Seite 2
1. „Crazy Fingers“ (Garcia, Hunter) – 6:41
2. „Sage & Spirit“ (Weir) – 3:07
3. „Blues for Allah“ (Garcia, Hunter) – 12:31

'„Sand Castles and Glass Camels“ (Garcia, Godchaux, D. Godchaux, Kreutzmann, Lesh, Weir)
'„Unusual Occurrences in the Desert“ (Garcia, Hunter)

### Bonus 2004
1. „Groove #1“ (instrumental) – 5:45
2. „Groove #2“ (instrumental) – 7:35
3. „Distorto“ (Garcia) (instrumental) – 8:14
4. „A to E Flat Jam“ (instrumental) – 4:39
5. „Proto 18 Proper“ (instrumental) – 4:18
6. „Hollywood Cantata“ (Hunter, Weir) – 4:14